# Sévi Amoussou
Alhponse Sévi Amoussou (* 14. Dezember 1985) ist ein beninischer Fußballspieler.

## Karriere

### Verein
Amoussou startete seine Profikarriere mit Soleil FC und unterschrieb im Frühjahr 2006 mit ASPAC Cotonou. Mit ASPAC FC holte er 2008 den Pokal und wurde 2010 Meister, zudem spielte er 2011 mit dem Verein die CAF Champions League.

### Nationalmannschaft
Amoussou spielte von 2004 bis 2005 fünf Länderspiele für die Nationalmannschaft des Benins.